# Avances de la Banque de France
Les avances de la Banque de France étaient un mécanisme de financement de court et très court termes du déficit public français par lequel la Banque de France prêtait de l'argent à court terme au Trésor public. Ce mécanisme n'a jamais financé la dette publique française à hauteur de plus de 5 % du PIB en temps normaux, ni plus de 20 % de la dette publique française. Il a pris fin en 1993.

## Concept
Les avances de la Banque de France étaient des sommes déposées par la Banque de France sur le compte du Trésor français afin de financer le déficit public français. Ces avances étaient de court terme, ou de très court terme. Les avances n'ont jamais été un mode de financement privilégié de l’État et faisaient figure d'ultime recours, témoignant d'un niveau de déficit élevé. Ces avances pouvaient être réalisées par le biais de ventes par la banque centrale, au Trésor public, de titres de dette à court terme.
Le montant des avances de la Banque de France a été fixé par diverses conventions successives entre l’État et la banque. Les avances de la Banque de France n'ont jamais représenté plus de 5 % du PIB en temps normaux.
Une étude de Vincent Duchaussoy et Eric Monnet montre que les avances ont principalement été financées, directement, par une hausse de la masse monétaire, qui s'est répercutée sous forme d'inflation. Parce que les avances étaient d'une taille faible, qu'elles créaient de l'inflation, qu'elle réduisaient la qualité du portefeuille de la Banque de France et diminuaient le crédit de son billet, les avances ont été peu utilisées dans la deuxième moitié du XXe siècle.

## Historique

### De la Restauration à la monarchie de Juillet
La Banque de France ouvre un compte au profit du Trésor public en 1806. Ce compte courant est avant tout un compte de dépôt, et un compte spécial. Toutefois, un compte d'avances est ouvert en janvier 1832 pour que le Trésor puisse recevoir les avances directes que la banque centrale lui consent. Les demandes sont néanmoins peu nombreuses et les sommes assez faibles. Entre 1837 et 1846, aucune demande d'avances n'est émise.
La Banque de France accorde des avances à l’État lors de situations exceptionnelles, comme durant l'année 1848. 

### De la Deuxième République au Second Empire
Sous le Second Empire, Napoléon III force la main de la banque pour l'inciter à procéder à des avances. Le prince-empereur demande des avances aux compagnies de chemin de fer, afin de stimuler le rail français. La banque rechigne, considérant que cela ne relève pas de sa compétence. Elle accepte toutefois facilement d'accéder aux demandes d'avances qui visent à financer le Trésor dans le cadre du stress budgétaire exercé par la guerre de Crimée. Entre 1854 et 1857, trois avances sont ainsi accordées pour un montant de 100 millions de francs.
Une convention est signée avec l’État en 1857 pour encadrer les avances. Jusqu'au Second Empire, les avances représentent une part importante du passif de la banque, qui intervient peu sur les marchés financiers. La banque rechigne toutefois à faire trop d'avances au Trésor, de peur de réduire la confiance dans la monnaie. Avec la convention de 1857, toutefois, le Trésor obtient une avance permanente de 80 millions de francs (réduite à 60 millions en 1862). L'intérêt maximal est de 3 %.

### Troisième République

#### De la fondation à 1917
La Banque de France est mobilisée en 1871, après la bataille de Sedan et la chute du Second Empire, pour avancer des sommes importantes à l’État. Les avances consenties entre 1870 et 1871 s'élèvent à 1,530 milliard de francs. En 1871, les avances représentent 10 % du PIB annuel. 
Devant le montant important qui est demandé à la Banque de France, des négociations sont entamées pour décider des modalités de remboursement. Par la loi du 21 juin 1871, l’État s'engage à inscrire chaque année dans son budget une somme de 200 millions de francs prévue à l'effet de rembourser les avances. Ainsi, les avances sont remboursées entre 1872 et 1879 sous forme d'annuités.
Entre 1878 et 1913, les avances de la Banque de France au Trésor représentent 4 % ou moins des actifs de la banque centrale. Une convention du 11 novembre 1911 fixe les avances consenties par la Banque de France à 2,9 milliards de francs.

#### Première guerre mondiale
La Première Guerre mondiale requiert de l’État la mobilisation de sommes budgétaires importantes. Le gouvernement René Viviani entre rapidement en discussion avec la Banque de France, mais le gouverneur, Georges Pallain, met en garde le président du Conseil contre un recours abusif aux avances, solution de facilité qui ne permet pas de régler les problèmes budgétaires de long terme. Dans une lettre envoyée au ministre des Finances, il soutient que les avances de la banque centrale ne sauraient suffire, et écrit : « Il paraît donc indispensable que tout effort que comporte la situation ne porte pas sur elle seule ». 
Alexandre Ribot, dans une lettre au gouverneur, demande le 18 septembre 1914 le doublement du plafond à 6 milliards, qui permettrait à l’État de payer entre 1 % et 3 % de taux d'intérêt. Ce doublement est accepté par la banque par la convention du 21 septembre 1914. Cette convention stipule que l’État « s’engage à rembourser, dans le plus
bref délai possible, les avances faites à l’État par la Banque, soit
au moyen des ressources ordinaires du budget, soit sur les premiers
emprunts, soit sur les autres ressources extraordinaires dont il
pourra disposer ».
Ainsi, si la dette publique française était financée à hauteur de 2 % par les avances de la banque centrale en 1913, la proportion augmente d'un point par an jusqu'à 1918 (8 %). Fin 1918, le montant des avances a été encore augmenté pour atteindre 21 milliards de francs. Bertrand Blancheton estime qu'entre 1914 et 1918, les avances ont contribué à 11 % du total des ressources françaises, contre 15 % pour les impôts, 35 % pour la dette à court et moyen terme, 22 % pour la dette à long terme, et 17 % pour la dette extérieure.

#### Entre-deux guerres
La progression des avances a causé une augmentation de la circulation fiduciaire, qui est passée de moins de 6 milliards à plus de 30 milliards de francs pendant la guerre. L'agrégat M2 est passé de 15 milliards (1914) à 46 milliards (1918). L'augmentation des avances a réduit le ratio encaisse/or circulation fiduciaire à 18 % à la fin de l'année 1918, rendant impossible le rétablissement de la convertibilité-or du franc.  
Les gouvernements successifs cherchent de ce fait à éviter tout recours aux avances. Ainsi, lorsque le cartel des gauches est mis en difficulté par la situation fortement déficitaire du Trésor public, il refuse de faire voter par le Parlement une augmentation du plafond : cela est considéré à l'époque comme un motif suffisant pour renverser le gouvernement. Les gouvernements suivants cherchent à rembourser intégralement la dette du Trésor à l'égard de la banque, ce qui est quasiment fini en 1928. Elle ne s'élève alors plus qu'à 3,2 milliards de francs, niveau maintenu jusqu'en 1935. 
Par conséquent, la proportion des avances de la banque centrale dans le financement de la dette publique a été remarquablement stable sur la période : après une hausse dans l'immédiat après-guerre (de 9 % en 1919 à 14 % en 1924), cette proportion se stabilise jusqu'en 1928. Elle entame une lente décrue à partir de 1929, passant de 13 % à 12 % en 1933, puis 11 % en 1936.  
La Banque de France est toutefois amenée à intervenir sous le Front populaire à quatre reprises. Les prêts sans intérêts à l'État sont portés à 10 milliards, et les avances provisoires atteignent 32 milliards. Toutefois, en pourcentage des sources de financement de la dette publique, l'épisode du Front populaire marque une continuité dans la décrue : représentant 11 % du financement de la dette publique en 1936, les avances pèsent autant en 1938. La proportion chute à 10 % en 1939. 
Henry Laufenburger estime que 33 % des dépenses de l’État pour la Seconde Guerre mondiale entre 1939 et 1940 ont été financées par des avances de la Banque de France.

### Régime de Vichy
Le régime de Vichy, malgré sa politique de collaboration active, doit payer des frais d'occupation au Troisième Reich. Le Trésor est donc contraint de demander à la Banque de France de consentir à des avances provisoires. La circulation monétaire passe de 150 milliards de francs à 218 milliards entre décembre 1939 et décembre 1940. Sur toute la durée du régime, le montant augmente fortement, à vingt-quatre reprises, entre 1940 et 1944. En 1944, il s'élève à 426 milliards de francs.
De ce fait, la part des avances de la banque centrale dans le financement de la dette publique augmente continûment. De 10 % en 1940, elle passe à 11 % en 1941, 12 % l'année suivante, 13 % l'année d'après, et 14 % en 1944. Lorsque Charles de Gaulle et le gouvernement provisoire reprennent le pouvoir, les avances constituent 15 % du financement de la dette publique.

### Quatrième République
En 1947, les besoins de financement se font de plus en plus pressants. L’État doit demander de nouvelles avances à la Banque de France. Le 20 mars 1947, le gouvernement Paul Ramadier décide que le montant des prêts sans intérêt de la Banque passera de 10 milliards de francs à 50 milliards. Cela ne suffit toutefois pas à financer le déficit. Les avances continuent dans les quelques années qui suivent du fait de la lenteur du transfert des avances promises par les États-Unis dans le cadre du plan Marshall.
De ce fait, la part des avances dans le financement du déficit public augmente sur la période de la Quatrième République. Elle passe de 15 % en 1945 à 16 % l'année suivante et 17 % en 1947 et 18 % en 1948. Elle stagne jusqu'en 1952, date à laquelle elle passe à 19 %. Deux crises de trésorerie ont lieu en 1953 et 1957. La Banque de France octroie au Trésor des avances spéciales. En 1957, face aux difficultés rencontrées par le Trésor public, la Banque de France accorde des avances à hauteur de 350 milliards de francs afin d'éviter un défaut de paiement. Elles atteignent 500 milliards en 1958.
La part de 19 % de dette publique financée par les avances se maintient jusqu'en 1956, date à laquelle elle passe à 20 %. Lorsque Charles de Gaulle devient le dernier président du Conseil de la Quatrième République, la part de la dette publique financée par les concours de la Banque de France est de 20 %, atteignant alors son apogée.

### Cinquième République
| Année         | Pourcentage |
| ------------- | ----------- |
| 1959          | 20 %        |
| 1960          | 20 %        |
| 1961          | 20 %        |
| 1962          | 20 %        |
| 1963          | 20 %        |
| 1964          | 20 %        |
| 1965          | 19 %        |
| 1966          | 19 %        |
| 1967          | 19 %        |
| 1968          | 19 %        |
| 1969          | 19 %        |
| 1970          | 19 %        |
| 1971          | 18 %        |
| 1972          | 18 %        |
| 1973          | 18 %        |
| 1974          | 17 %        |
| 1975          | 17 %        |
| 1976          | 17 %        |
| 1977          | 16 %        |
| 1978          | 14 %        |
| 1979          | 8 %         |
| 1980          | 6 %         |
| 1981          | 4 %         |
| 1982          | 2 %         |
| 1983 et après | 0 %         |

Une convention de trésorerie est signée le 29 octobre 1959 pour régir les rapports entre l’État et la banque centrale. Une convention signée le 4 décembre 1969 fixe le nouveau plafond à 3,452 milliards de francs. En 1970, les prêts à l’État et les avances représentaient 5,45 et 3,45 milliards de francs, soit 2 % du PIB, et 16 % de la dette publique. L'utilisation des avances est critiquée par François Bloch-Lainé, ancien directeur du Trésor, dans un livre de 1960 sur le Trésor public.
La loi de 1973 sur la Banque de France réforme les statuts de la banque centrale. Elle n'interdit pas les avances. L'article 19 de la loi réaffirme ce qui était déjà vrai, à savoir que « les conditions dans lesquelles l’État peut obtenir de la Banque des avances et des prêts sont fixées par des conventions passées entre le ministre de l'économie et des finances et le gouverneur ». Elle soumet toutefois les avances supérieures à un certain montant au vote du Parlement, afin que les représentants de la nation puissent décider de ces opérations risquées.
Une convention signée le 17 septembre 1973, approuvée par le Parlement, fixe le plafond des concours de trésorerie pouvant être apportés au Trésor à 20,5 milliards de francs, dont la moitié à titre gratuit. Aucune nouvelle convention n'est signée après cette date.
Le recours aux avances de la Banque de France se réduit progressivement dans les années 1970. En 1982, elles ne représentent plus que 2 % du financement de la dette publique. L'année suivante, elles représentent 0 %. Ce chiffre reste identique durant les années qui suivent, l’État n'ayant plus recours à ce mode de financement de court terme. La loi du 4 août 1993 met fin à la possibilité pour le Trésor de recourir au financement direct de son déficit auprès de la Banque de France.